# Alberto de Churriguera
Alberto de Churriguera, ou Alberto Churriguera Ocaña, est un sculpteur de retables et un architecte espagnol baroque, est né à Madrid en 7 août 1676, et mort à Orgaz le 27 février 1750 .
Alberto de Churriguera appartient à la famille de sculpteurs et d'architectes Churriguera. Il est le fils du sculpteur José Simón de Churriguera (mort en 1682), originaire de Barcelone établi à Madrid vers 1664, marié à María Ocaña, le frère de José Benito de Churriguera (1665-1725) et de Joaquín de Churriguera (1674-1724) et l'oncle de Manuel de Lara Churriguera. Ils ont créé le style baroque particulier à l'Espagne, le baroque churrigueresque.
Il a été le maître d'œuvre de la nouvelle cathédrale de Salamanque à la mort de son frère Joaquín, et a commencé la réalisation la Plaza Mayor de Salamanque en 1728 ainsi que d'importants travaux à Valladolid et à Madrid.

## Biographie
Il est mort à Orgaz pendant la construction de l'église Saint-Thomas Apôtre.